# Radical alquilo

Radical metilo

Un radical alquilo (antes llamado radical libre alquilo) es una entidad molecular inestable derivada de un alcano que ha perdido un átomo de hidrógeno y ha quedado con un electrón desapareado o impar. El radical formado está centrado sobre el átomo de carbono, es decir, el electrón desapareado está localizado sobre dicho átomo,por poseer mayor densidad de espín. El electrón desapareado se muestra como un punto en los diagramas o fórmulas estructurales.
Si dicho grupo de átomos se encuentra dentro de una molécula mayor y no está formalmente separado de ella, se llama alquilo o grupo alquilo.

## Síntesis
Se forman por ruptura homopolar, generalmente producida por altas temperaturas (termólisis o pirólisis), o por irradiación con luz ultravioleta (fotólisis).
Es muy frecuente su formación en reacciones radicalarias a partir de otros radicales, como la halogenación radicalaria que produce haluros de alquilo a partir de alcanos y halógenos.
Los nombres de estos radicales ciclopropanos se forman cambiando el sufijo ano del alcano por la terminación ilo o il
```
     CH
4
  (Metano) – H -> CH
3
 – Metil (Metilo)
     CH
3
-CH
3
 (Etano) – H -> CH
3
-CH
2
 (Etil) - H -> CH
3
-CH
2
-CH
3
 (Propano)
```

## Reactividad
Los radicales alquilo tienen gran reactividad y su vida media es muy corta. Un ejemplo es el radical metilo, CH3·, procedente del metano, CH4, cuando pierde un átomo de hidrógeno, o de ruptura homopolar entre otros 
Aunque su vida media en estado aislado es muy breve, permiten explicar el mecanismo de reacción de muchos procesos en Química orgánica y Bioquímica.